# Argemone sanguinea
Argemone sanguinea Greene – gatunek rośliny z rodziny makowatych (Papaveraceae Juss.). Występuje naturalnie w południowej części Stanów Zjednoczonych (w środkowo-południowym Teksasie) oraz w Meksyku (w stanach Coahuila, Nuevo León i Durango). 

## Morfologia
PokrójRoślina jednoroczna lub bylina efemeryczna dorastająca do 40–80 cm wysokości. Łodyga jest słabo kolczasta.
LiściePierzasto-klapowane, pokryte kolcami.
KwiatyPłatki mają białą lub fioletową barwę i osiągają do 30–45 mm długości. Zawierają około 150 wolnych pręcików o czerwonych lub żółtych nitkach. Zalążnia powstaje z 3 do 6 owocolistków.
OwoceTorebki o elipsoidalnym kształcie, pokryte kolcami. Osiągają 25–40 mm długości i 8–15 mm szerokości.

## Biologia i ekologia
Rośnie na otwartych, suchych przestrzeniach na wysokościach do 1500 m n.p.m.